# Bristol
Bristol je grad i luka na jugozapadu Engleske, u Bristolskom zaljevu. Šesti je grad po broju stanovnika u Engleskoj, a osmi u Ujedinjenom Kraljevstvu. U SAD-u postoji 26 gradova imenom Bristol, a u Kanadi dva, a svi su dobili ime po engleskom Bristolu.

## Povijest
Najstariji arheološki nalazi na prostoru Bristola datiraju iz starog kamenog doba. Rimljani su u blizini podigli malo naselje Abona. Grad Brycgstow na tom je prostoru nastao početkom 11. stoljeća i u doba normanske vlasti bio jedna od najjačih utvrda južne Engleske. Podignut je oko mosta preko rijeke Avon. U 14. stoljeću bio je treći po veličini u Engleskoj. Bristol je sredinom 14. stoljeća pogodila epidemija kuge, od koje se brojem stanovnika nije oporavio do 16. stoljeća. Godine 1542. osnovana je biskupija, čime je Bristol dobio status grada.
Grad je doživio vrlo jak razvoj u 17. i 18. stoljeću, kad bristolska luka postaje jedna od glavnih baza za prekooceanska putovanja i izgradnju engleskog kolonijalnog carstva. Uz Liverpool, bio je najznačajniji engleski centar prekooceanske trgovine.
U 19. stoljeću slabi značenje luke, ali se razvija industrija pa grad i dalje raste. Bristol je pretrpio jako bombardiranje tijekom Drugog svjetskog rata te je bio jedan od najrazorenijih engleskih gradova. Nakon rata je brzo obnovljen.

## Zemljopis
Bristol se nalazi u Bristolskom zaljevu, na ušću rijeke Avon. Ima značajan prometni položaj za razvoj luke, pošto je Bristolski zaljev najveći i najdublje uvučen zaljev na obali Engleske te je zaštićen od jakih vjetrova. U zaljevu su vrlo velike razlike u visini plime i oseke (preko 10 m), a planira se gradnja brane koja bi pregradila ušće rijeke Avon, kao i elektrane na plimu i oseku na ušću obližnje rijeke Severn. Sam Bristol nije na moru, nego u unutrašnjosti na rijeci Avon, a luka Portbury je smještena na ušću rijeke.
Bristol je jedan od najtoplijih gradova u Ujedinjenom Kraljevstvu. Ima mnogo satelitskih gradova u blizini te s njima čini konurbaciju Veliki Bristol.

## Gospodarstvo
Osim tradicionalnih lučkih i trgovačkih djelatnosti, Bristol je značajan industrijski centar. Značajna je prehrambena (riba, vino, duhan), drvna i petrokemijska industrija. Razvijena je i proizvodnja dijelova za avione te vojne potrebe. Danas se razvija informatička tehnologija i turizam.

## Znamenitosti
U gradu postoje ostaci tvrđave iz normanskog razdoblja i katedrala koja potječe iz 12. stoljeća. Bristol ima mnogo očuvanih tradicionalnih engleskih građevina, posebno iz razdoblja dinastija Tudor i Stuart. Sredinom 19. stoljeća nastale su građevine koje kopiraju bizantski stil gradnje.
Danas u gradu postoje mnoga djela moderne umjetnosti koja privlače turiste. Smatra se da iz Bristola potječe poznati crtač grafita Banksy. Također, Bristol je značajan centar glazbe (Bristol sound) i filma.

## Obrazovanje
Prije Sveučilišta u Bristolu postojao je University College u Bristolu. Sveučilišni koledž u Bristolu postojao je od 1876. do 1909. i bio je preteča Sveučilišta u Bristolu. University College u Bristolu konačno je otvorio svoja vrata u 9 ujutro u utorak, 10. listopada 1876. u iznajmljenim prostorijama u 32 Park Row. Danas je riječ o jednom od najboljih sveučilišta Ujedinjenog Kraljevstva. Sveučilište zauzima 62. mjesto prema QS University Rankings.

## Sport

### Nogomet
U gradu postoje dva poznata nogometna kluba: Bristol City i Bristol Rovers.

## Vanjske poveznice
- Službena stranica (engl.)

### Ostali projekti
|  | Zajednički poslužitelj ima još gradiva o temi Bristol |